# Arakain Dymytry Tour 2014 (DVD)
Arakain Dymytry Tour 2014 je Koncertní album ze společného turné kapel Arakain a Dymytry z roku 2014 vydané ve formátu DVD. Album bylo nahráno na konecrtech v Pardubicích (klub ABC) a v Hronově (Sál Karla Čapka) a vyšlo 25. listopadu 2014. Nahrávka obsahuje výběr několika písní od každé kapely (včetně jedné vypůjčené od druhé kapely) a jako bonus čtyři skladby zahrané společně (2 složené pro tour a jednu starší od každé z kapel). Křest alba proběhl 4.12.2014 v baru Slušnej kanál na Žižkově.

## Seznam skladeb
| Pořadí | Název                 | Autor                           | Původní album    | Délka |
| ------ | --------------------- | ------------------------------- | ---------------- | ----- |
| 1.     | Dymytry (videoklip)   | Dymytry                         | Neonarcis        |       |
| 2.     | Baskerville           | Dymytry                         | Homodlak         |       |
| 3.     | D.O.S.T.              | Dymytry                         | Neser!           |       |
| 4.     | Kolonie termitů       | Dymytry (Arakain cover)         | Black Jack       |       |
| 5.     | Plameňáci (videoklip) | Dymytry                         | Homodlak         |       |
| 6.     | Benzín                | Dymytry                         | Neser!           |       |
| 7.     | Ztracená generace     | Dymytry                         | Homodlak         |       |
| 8.     | Ocelová parta         | Dymytry                         | Neonarcis        |       |
| 9.     | Adrenalin             | Arakain                         | Adrenalinum      |       |
| 10.    | Amadeus               | Arakain                         | Thrash The Trash |       |
| 11.    | Ďábelská hra          | Arakain                         | Labyrint         |       |
| 12.    | Černý koně            | Arakain                         | Warning!         |       |
| 13.    | Karavana slibů        | Arakain                         | Apage Satanas    |       |
| 14.    | Média                 | Arakain (Dymytry cover)         | Neonarcis        |       |
| 15.    | Princess              | Arakain                         | Apage Satanas    |       |
| 16.    | Strom života          | Arakain                         | Warning!         |       |
| 17.    | Paganini              | Arakain                         | Restart          |       |
| 18.    | Bouřlivá krev         | Arakain/Dymytry                 |                  |       |
| 19.    | Jedna krev            | Arakain/Dymytry                 |                  |       |
| 20.    | Strážná věž           | Arakain/Dymytry (Dymytry cover) | Neser!           |       |
| 21.    | Apage Satanas         | Arakain/Dymytry (Arakain cover) | Apage Satanas    |       |

## Sestavy
Arakain 
- Jan Toužimský (zpěv)
- Jiří Urban (kytara)
- Miroslav Mach (kytara)
- Zdeněk Kub (basová kytara)
- Lukáš "Doxa" Doksanský (bicí)

 Dymytry 
- Jan „Protheus“ Macků (zpěv)
- Jiří „Dymo“ Urban (kytara)
- Jan „Gorgy“ Görgel (kytara)
- Artur „R2R“ Michajlov (basová kytara)
- Miloš „Mildor“ Meier (bicí)